# Lambert Freund
Lambert Ben Freund (Johnsburg, 23 de novembro de 1942) é um engenheiro estadunidense.
Graduado em ciências e engenharia mecânica pela Universidade de Illinois, em 1964, onde em seguida fez curso de mestrado. Fez doutorado na Universidade Northwestern, orientado por Jan Achenbach.